# Стефановски, Джек
Джек Стефановски (англ. Jack Stefanowski), при рождении Яцек Стефановский (пол. Jacek Stefanowski, родился 26 марта 1975 года) — американский футболист польского происхождения, выступавший на позиции вратаря; футбольный тренер, работавший с клубами США и Пуэрто-Рико. Наставник сборной Непала в 2013—2015 годах, сборной Пуэрто-Рико в 2010 и 2016 годах.

## Биография
Родился в Польше, вырос в Нью-Йорке. Окончил Нью-Йоркский университет в 1997 году, имеет степень бакалавра по физиотерапии. Выступал за команды «Нью-Йорк Вулфпэкс Уэстон», «Айриш Роверс», «Бруклин Найтс» и «Истрия». На профессиональном уровне был игроком команд «Лонг-Айленд Раф Райдерс» и «Лонг-Айленд Акэдеми». Позже поступил на тренерские курсы, получив тренерскую лицензию; работал с 1999 года тренером разных университетских команд.
В 2008—2012 годах Стефановски входил в тренерский штаб клуба «Пуэрто-Рико Айлендерс», дошедшего до полуфинала Лиги чемпионов КОНКАКАФ 2008/2009. В 2010 и 2016 годах был наставником национальной сборной Пуэрто-Рико, в 2013—2015 годах возглавлял сборную Непала, включив в штаб Рихарда Орловского. В феврале 2018 года назначен тренером вратарей клуба «Вашингтон Спирит» Национальной женской футбольной лиги.
Супруга — Кристел, проживает в Хиксвилле